# Friedrich Jaeger (Architekt)
Johann Friedrich Jaeger, auch Jäger, (* 8. Juli 1835 in Brugg; † 29. August 1878 in Olivet (Loiret)) war ein Schweizer Architekt.

## Leben
Geboren als Sohn des Zimmermeisters Georg Friedrich Jäger und der Wilhelmine geb. Jüll, studierte Friedrich Jaeger an der Polytechnischen Schule Zürich Architektur. 1856 wurde er Mitglied des Corps Rhenania Zürich. Nach Abschluss des Studiums in Zürich bei Gottfried Semper ging er 1859 an die École Nationale des Arts Décoratifs in Paris. Ende 1860 wechselte er zu Charles-Auguste Questel an die École des Beaux-Arts und verblieb dort bis Anfang 1865. Dort erhielt er zahlreiche Preise, unter anderem den Prix Müller-Soehnée Ende 1862.
In der Schweiz, Frankfurt am Main und Paris errichtete er zahlreiche Bauten, von denen drei in der Zeitschrift Croquis d'architecture vorgestellt wurden.
Bei den Pariser Weltausstellungen von 1867 und 1878 gestaltete er im Auftrag des Schweizer Bundesrats architektonisch den Schweizer Auftritt. Insbesondere verantwortete  er in Zusammenarbeit mit Amand Étienne Pollet die Sektionen der Schönen Künste und die Schweizer Pavillons. Von 1876 bis 1878 war er Bauinspektor der Kirche Saint-François-Xavier in Paris.